# Wiesenbach (Belgique)
Pour les articles homonymes, voir Wiesenbach.
Wiesenbach est un hameau de la commune belge de Saint-Vith (en allemand : Sankt Vith) située en Communauté germanophone et en Région wallonne dans la province de Liège.
Avant la fusion des communes de 1977, Wiesenbach faisait partie de la commune de Lommersweiler.
Le 31 décembre 2015, le hameau comptait 37 habitants.

## Situation
Dans un environnement de prairies, Wiesenbach  étire ses habitations dans le vallon formé par le ruisseau Prümerbach, un affluent de la Braunlauf provenant de Saint-Vith. Il se situe principalement le long de la route nationale 646 à environ 2 km au sud-est du centre de la ville de Saint-Vith. L'extrémité est de la localité jouxte le hameau de Breitfeld.
L'autoroute E42 passe à quelques hectomètres au sud de la localité. Elle emprunte à ce niveau un important pont autoroutier, le viaduc de Breitfeld, dominant le petit lac de Breitfeld alimenté par le ruisseau Prümerbach.

## Patrimoine
La chapelle dédiée à Saint Barthélemy (St. Bartholomäus Kapelle) est un édifice bâti au cours du XVe siècle dans un style gothique. Il est composé d'un clocheton carré,d'une seule nef de deux travées, d'un chevet et d'une sacristie dans l'axe. À l'intérieur, les peintures murales et sur les voûtes représentent des scènes de la Passion du Christ, des anges et des saints. Elles auraient été réalisées entre 1591 et 1600. La chapelle possède des baies à barreaux et deux colonnes soutenant la partie antérieure de la toiture en ardoises. L'édifice est entouré par une pelouse arborée comprenant le vieux cimetière.
La chapelle est reprise sur la liste du patrimoine immobilier classé de Saint-Vith depuis 1937.

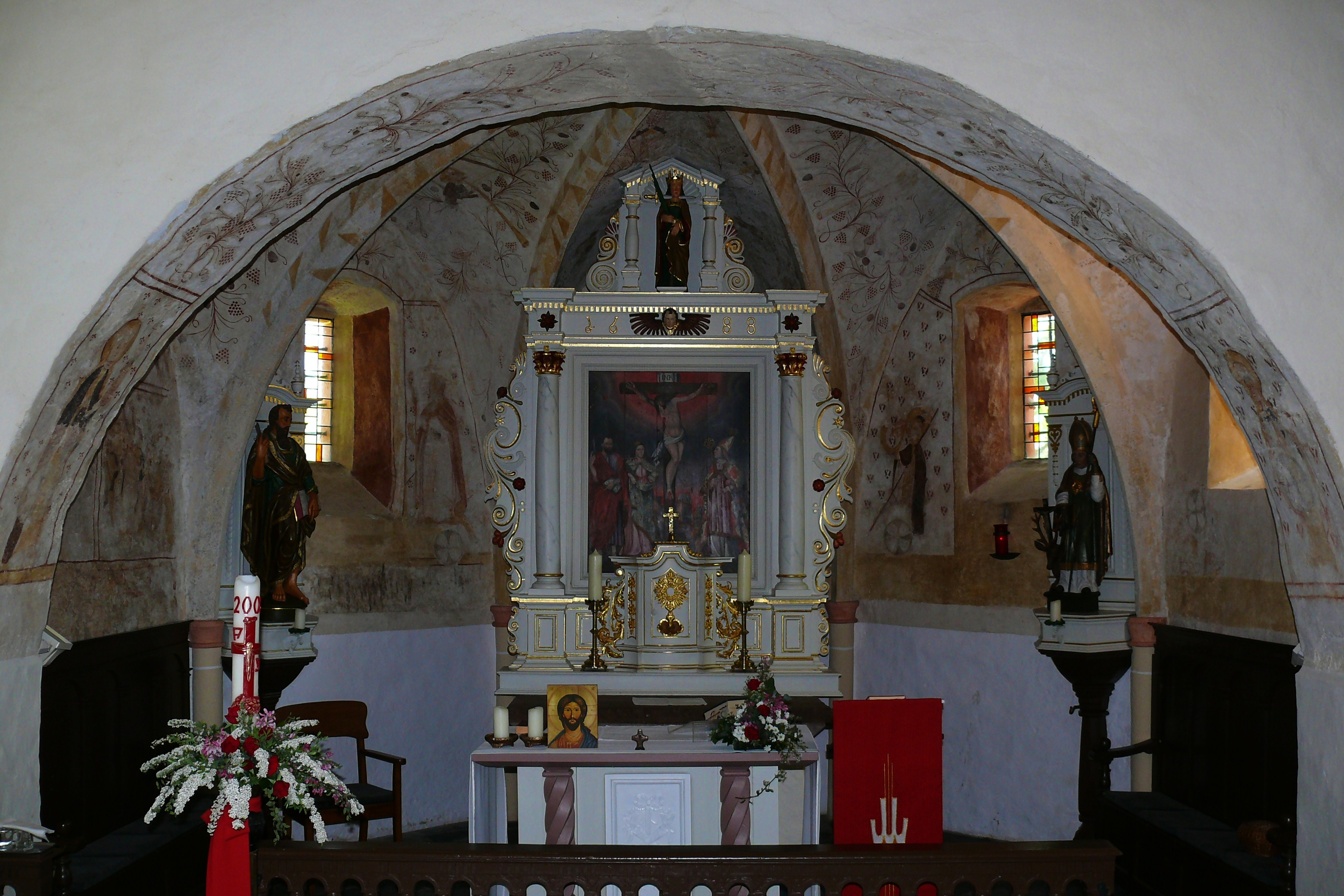
Peintures murales de la chapelle Saint Barthélemy
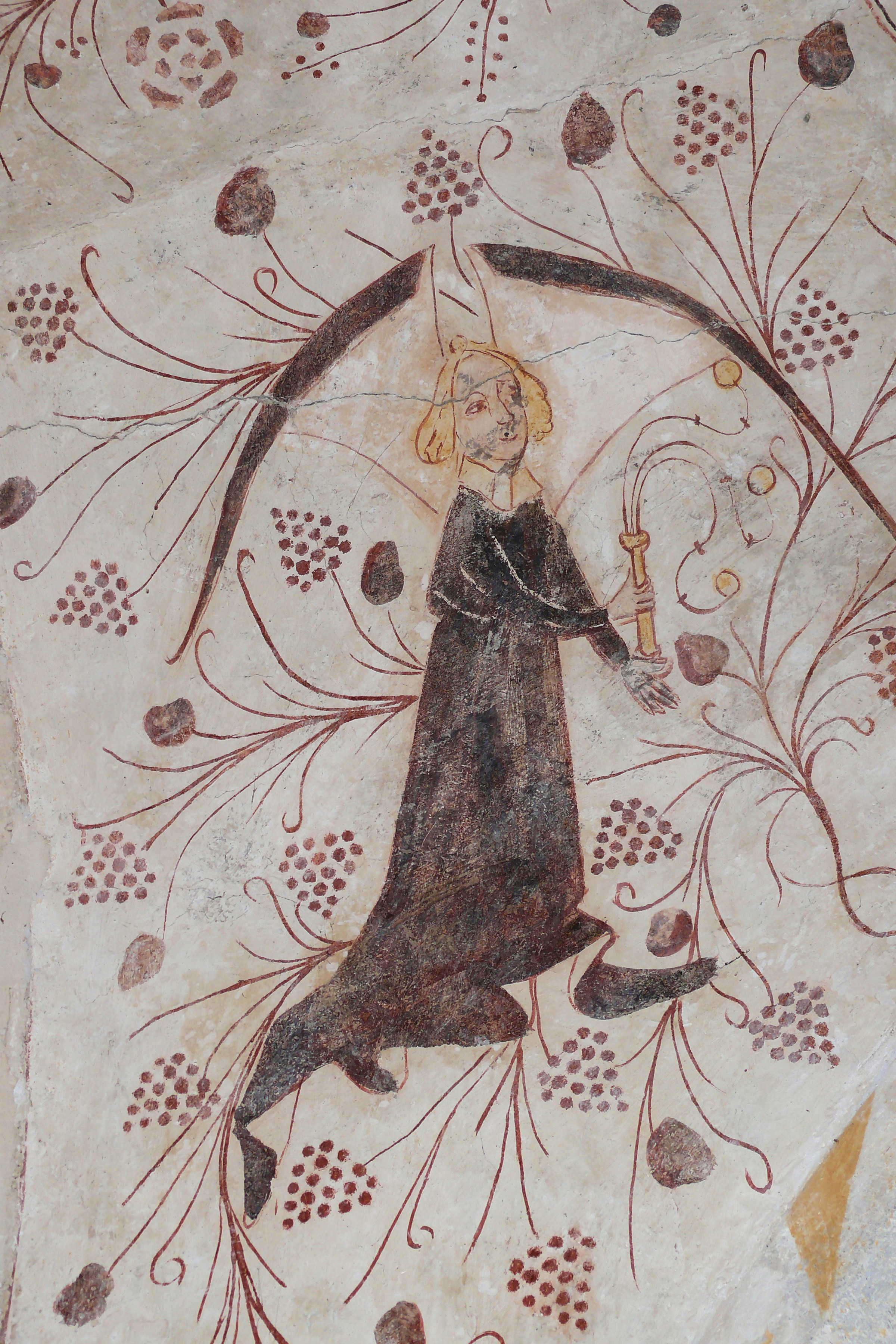
Peintures murales de la chapelle Saint Barthélemy (détail)

## Tourisme
Wiesenbach possède un camping et un hôtel restaurant.